# Sd.Kfz. 250
Sd.Kfz 250 — німецький легкий напівгусеничній бронетранспортер часів Другої світової війни, серійно випускався компанією Demag з 1941 по 1943 рік.
Sd.Kfz 250 конструктивно був дуже схожий на більший та потужніший бронетранспортер Sd.Kfz 251 й мав багато модифікацій різного призначення.

## Модифікації бронетранспортеру
Sd.Kfz.250/1 — базовий варіант бронетранспортеру, що призначався для транспортування половини особового складу піхотного відділення, в основному в розвідувальних підрозділах. Десантомісткість — 4 чоловіка плюс два члени екіпажу. Озброєння — 2 кулемети MG-34, один з яких знаходився за бронещитком над дахом відділення управління, інший — у кормовій частині корпусу на вертлюжній установці, що дозволяє стрільбу з великими кутами піднесення.
Sd.Kfz.250/2 (нім. leichter Fernsprechpanzerwagen) — броньований укладальник кабельних ліній зв'язку. Призначався для прокладки польових ліній зв'язку між штабами різних рівнів у прифронтовій смузі. Котушки з телефонним кабелем розташовувалися всередині корпусу. Бойова маса становить 5,44 т, екіпаж — 4 чол., озброєння — 1 кулемет MG-34.
Sd.Kfz.250/3 (нім. leichter Funkpanzerwagen) — бронемашина зв'язку. Залежно від рівня штабу, при якому знаходився бронетранспортер, оснащувався різними радіостанціями зі штировими або рамковими антенами. Існувало чотири варіанти оснащення радіостанціями FuG 7, FuG 8, FuG 12 (в різних комбінаціях). Озброєння — 1 кулемет MG-34.
Sd.Kfz.250/4 (нім. leichter Beobachtungspanzerwagen) — бронемашина артилерійської розвідки, спостереження і управління вогнем в підрозділах самохідної артилерії. Для цього додатково встановлювалися радіостанції FuG 15 і FuG 16. Екіпаж — 4-5 чоловік, озброєння — 1 кулемет MG-34.
Sd.Kfz.250/5 (нім. leichter Beobachtungspanzerwagen) — аналог попередньої моделі з невеликими внутрішніми і зовнішніми змінами. Встановлювалася одна радіостанція FuG 12. Бойова маса становила 5,36 т, екіпаж — 4 чол., озброєння — 1 кулемет MG-34. У 1944 році відбулася зміна назви машини — з того часу вони стали називатися легкими танками розвідки (легка розвідувальна бронемашина).

Sd.Kfz. 250-3 I (Neu) — анімація

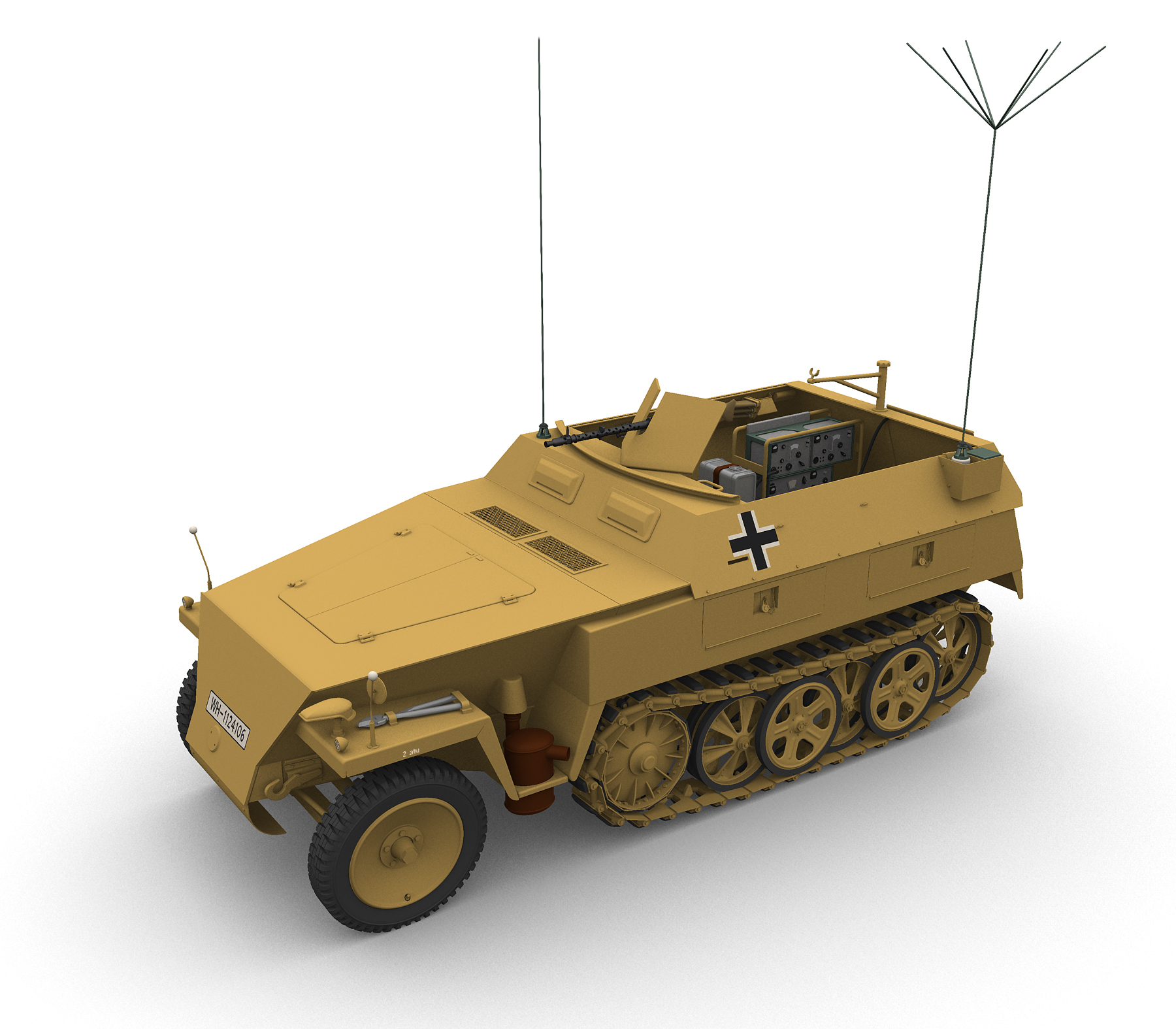
Sd.Kfz. 250-3 I (Neu)

Sd.Kfz.250/6 (нім. leichter Munitionspanzerwagen) — бронемашина для перевезення боєприпасів для штурмових гармат StuG III / StuG IV. Існувала в двох модифікаціях:
- Ausf.A перевозила 70 пострілів до 75-мм гармати StuK 37. Бойова маса бронеавтомобіля — 5,96 т.
- Ausf.B перевозив 60 пострілів до 75-мм гармати StuK 40. Бойова маса — 6,1 т. В обох модифікаціях екіпаж становив 2 чоловіка, озброєння — 1 кулемет MG-34.

Sd.Kfz.250/7 (нім. leichter Schützenpanzerwagen schwerer Granatwerfer) — самохідний міномет. Бойова маса становила 5,61 т, екіпаж — 5 чол., озброєння — 80-мм міномет Schwerer Granatwerfer 34 з боєкомплектом, що возиться, 12 пострілів (розміщувався в середині десантного відділення) і 1 кулемет MG-34. Під цим же індексом існувала неозброєна модифікація для перевезення боєприпасів до 80-мм міномета sGrWr місткістю пострілів 66.
Sd.Kfz.250/8 (нім. leichter Schützenpanzerwagen 7,5 cm) — легкий бронетранспортер вогневої підтримки, озброєний короткоствольною гарматою KwK 37 (нім. Stummel) з боєкомплектом, що возиться, в 20 пострілів. Бойова маса — 6,3 т, озброєння — 1 кулемет MG-34
Sd.Kfz.250/9 (нім. leichter Schützenpanzerwagen 2 cm) — легка розвідувальна бронемашина. На ній була встановлена башта від бронеавтомобіля Sd.Kfz.222, яка пізніше була замінена на башту від бронеавтомобіля Sd.Kfz.234/1 Hangelafette. В башті встановлювалася 20-мм автоматична гармата KwK 38 з телескопічним прицілом TZF 3а та кулемет MG-34. Боєкомплект становив 100 артилерійських пострілів і 500 набоїв до кулемета. Гармата могла наводитися по вертикалі в межах від до −10 ° +85 °. Довжина бронемашини становили 4,56 м, ширина — 1,945 м, висота — 2,174 м. Бойова маса становила 6,09 т, екіпаж — 3 чоловік. На машині встановлювалася радіостанція FuG 12.
Sd.Kfz.250/10 (нім. leichter Schützenpanzerwagen 3,7 cm Pak) — бронетранспортер з 37-мм протитанковою гарматою Pak 35/36 з прицілом ZF 2, встановленим за штатним кулеметним щитком на даху відділення управління. На деяких машинах гармата встановлювалася без щитка. Боєкомплект становив 216 пострілів. Гармата могла наводитися по горизонталі в межах від до −30 ° +30 °. Бойова маса становила 5,68 т, екіпаж — 4 особи, додаткове озброєння — 1 кулемет MG-34 з боєзапасом 2110 патронів. Всі габарити модифікації бронетранспортеру залишилися як у базової моделі, тільки висота збільшилася до 1976 мм.
Sd.Kfz.250/11 (нім. leichter Schützenpanzerwagen (schwere Panzerbüchse 41) — протитанковий бронетранспортер. Озброєння — важка протитанкова рушниця sPzB 41 змінного калібру 20-28 мм (ствол, що звужується) і 1 кулемет MG-34. Боєкомплект становив 168 пострілів до рушниці і 1100 набоїв до кулемета.
Sd.Kfz.250/12 (нім. leichter Messtruppanzerwagen) — бронемашина артилерійської інструментальної розвідки. Озброєння — 1 кулемет MG-34. Встановлювалася радіостанція FuG 8, у другій половині війни — FuG 12.
Sd.Kfz.252 (нім. leichter Munitionspanzerwagen) — бронемашина для перевезення боєприпасів для штурмових гармат StuG III / StuG IV. Відрізнялася від базового варіанту повною відсутністю озброєння та іншою формою корпусу. На шасі базової моделі ставилося повністю закритий броньовий корпус із сильно скошеним заднім бронелистом. Бойова маса — 5,73 т, екіпаж — 2 чол. Габарити теж відрізнялися від базового варіанту — 4560×1945×1660 мм. Цей зразок був випущений в кількості 413 зразків.
Sd.Kfz.253 (нім. leichter gepanzerter Beobachtungskraftwagen) — легка броньована машина спостереження. Призначалася для командирів взводів і батарей штурмових гармат. У порівнянні з базовою модифікацією був змінений корпус — він став повністю закритим. Бойова маса становила 5,73 т, екіпаж — 3 чол., встановлювалися радіостанції F.Sp.H та FuG 7. Довжина бронемашини становила 4,7 м, ширина — 1,95, висота — 1,8 м. Цей зразок був випущений в кількості 285 одиниць.